# Hampus Strömgren
Hampus Strömgren (8 juli 1996) is een Zweeds voetballer. De doelman zit momenteel zonder club.

## Carrière
Strömgren begon zijn carrière bij IFK Karlshamn, waarna hij in de jeugdopleiding van Mjällby AIF belandde. Strömgren sloot in 2015 aan bij de eerste selectie van Mjällby, maar kwam dat jaar niet in actie. Na de degradatie uit de Superettan stond de doelman in 2016 achttien duels onder de lat in de Division 1 Södra. Daarin incasseerde hij 25 tegendoelpunten.
In 2017 werd Strömgren door Mjällby verhuurt aan Åtvidabergs FF. Als reservedoelman kwam hij in dat jaar tweemaal in actie in de Superettan. 
Na afloop van het seizoen 2017 liep het contract van Strömgren bij Mjällby af. Als transfervrije speler ging hij op proef bij Kalmar FF. Daar viel hij in de smaak. Strömgren tekende voor één seizoen. Een jaar later verlengde Kalmar het contract met nog een jaar. Strömgren is in de Guldfågeln Arena reservedoelman achter Lucas Hägg Johansson. 
Na twee seizoenen liep zijn contract af bij Kalmar. Dit werd niet verlengd.

## Statistieken
| seizoen | club           | land   | competitie       | duels | goals |
| ------- | -------------- | ------ | ---------------- | ----- | ----- |
| 2015    | Mjällby AIF    | Zweden | Superettan       | 0     | 0     |
| 2016    | Mjällby AIF    | Zweden | Division 1 Södra | 18    | 0     |
| 2017    | Åtvidabergs FF | Zweden | Superettan       | 2     | 0     |
| 2018    | Kalmar FF      | Zweden | Allsvenskan      | 0     | 0     |
| 2019    | Kalmar FF      | Zweden | Allsvenskan      | 0     | 0     |
| Totaal  | Totaal         | Totaal | Totaal           | 20    | 0     |